# Капела Светог архангела Гаврила у Рудару
Капела Светог архангела Гаврила у Рудару, насељеном месту на територији општине Куршумлија, припада Епархији нишкој Српске православне цркве. Капелу су подигли мештани овог села 2007. године и посвећена је Светом архангелу Гаврилу.
У селу Рударе на 12 километара од Куршумлије налазе се две капеле. О капели Свете Тројице нема историјских података. Капела светог Архангела Гаврила је скромних димензија са једноставним решењима. Зидана је од тврдог ововременог материјала, омалтерисана споља са постављеном столаријом. Налази се са леве стране пута ка Пролом бањи.